# Cyrtocarenum erlik
Espèce
Cyrtocarenum erlik est une espèce d'araignées mygalomorphes de la famille des Ctenizidae.

## Distribution
Cette espèce est endémique de la province d'Adana en Turquie,. Elle se rencontre vers Pozantı.

## Description
Le mâle holotype mesure 4,30 mm.

## Systématique et taxinomie
Cette espèce a été décrite par Kunt et Yağmur en 2025.

## Étymologie
Cette espèce est nommée en l'honneur d'Erlik.

## Publication originale
- Kunt & Yağmur, 2025 : « A new Cyrtocarenum Ausserer, 1871 from Türkiye (Araneae: Ctenizidae). » Arachnology, vol. 20, no 1, p. 141-145.